# José Henrique Millan
José Henrique Millan (Itapira, 22 de setembro de 1937) é um naturalista e paleobotânico brasileiro. 
Foi diretor do Museu Nacional entre os anos de 1982 e 1985. 

## Biografia
Millan nasceu na cidade de Itapira, em 1937. Ingressou no curso de História Natural da Universidade do Estado da Guanabara em 1957, a atual Universidade do Estado do Rio de Janeiro. Em 1972 defendeu seu doutorado pelo Instituto de Geociências da Universidade de São Paulo, sob a orientação do professor Josué Camargo Mendes, intitulada Macroflórula carbonífera de Monte Mor, Estado de São Paulo.
Em 1979, defendeu a tese de livre-docência pelo Museu Nacional em Paleontologia e Estratigrafia. Já era funcionário do Museu Nacional na época, onde ingressou como estagiário da Divisão de Geologia. Em 1960 já era naturalista auxiliar e em 1961 foi nomeado geólogo interino do quadro permanente do Ministério de Educação e Cultura.
Realizou diversos trabalhos de campo em geologia e paleontologia pelo centro-sul do Brasil. Em 1965 foi o representante oficial do Museu Nacional no XIX Congresso da Sociedade Brasileira de Geologia, realizado na cidade do Rio de Janeiro. Millan foi um dos pioneiros no estudo de fitofósseis no Brasil e com seu trabalho vários vegetais fósseis do estado de São Paulo foram descobertos e catalogados.
Foi diretor do Museu Nacional entre os anos de 1982 e 1985 e em sua gestão se empenhou em preservar a memória do museu, tanto de acervo quanto de quadro de funcionários.
É autor de O Museu Nacional e o Paço de São Cristóvão na Memória do Rio de Janeiro, de 1988.